# Les Enquêtes de Nancy Drew : Secrets mortels
Les Enquêtes de Nancy Drew : Secrets mortels (Nancy Drew: Secrets Can Kill) est un jeu vidéo d'aventure en pointer-et-cliquer développé par Her Interactive et édité par DreamCatcher Interactive, sorti en 1998 sur Windows.
Le jeu a fait l'objet d'un remaster sorti en 2010 sur Windows et Mac.
Il s'agit du premier épisode de la série de jeux vidéo Les Enquêtes de Nancy Drew basée sur le personnage d'Alice Roy (Nancy Drew en version originale). Il se base sur le roman Chantage en vidéo de la série Alice Roy.

## Accueil
- Adventure Gamers : 2/5[1]
- Just Adventure : B[2]

Remaster
- Gamezebo : 3,5/5[3]